# Robin Ramaekers
Robin Ramaekers, född 26 oktober 1994, är en belgisk bågskytt. Han deltog vid olympiska sommarspelen 2016.